# Milímetro cúbico
El milímetro cúbico es una unidad de volumen. Se corresponde con el volumen de un cubo de un milímetro de lado. Equivale a la milmillonésima parte de un metro cúbico y también a un microlitro (μl). Es el tercer submúltiplo  del metro cúbico.
Su abreviatura es mm³.
Equivalencias
- 0,001 cm³
- 0,000 001 dm³
- 0,000 000 001 m³